# Ајсата Сулама
Ајсата Сулама (фр. Aïssata Soulama; 11. фебруар 1979) бивша је атлетичарка Буркине Фасо специјалиста за трчање преко препона, национална рекордерка у четири дисциплине. Два пута је учествовала на Летњим олимпијским играма, где се такмичила у трци на 400 метара са препонама

## Спортска биографија
Године 2004. у Атини испала је у квалификацијама (57,60). Четири године касније на Олимпијским играма у Пекингу била је носилац заставе Брукине Фасо на свечаном отварању игара, а у такмичењу је заузела 11. место (55,69).
На Светским првенствима на отвореном учествовала је четири пута 2003. у Паризу (1:01,86 ), 2005. у Хелсинкију (59,28), 2007. у Осаки (57,06) и 2009. у Берлину. (59,20). Ни на једном није успела да се пласира у финале.
Највеће успехе у каријери на међународним такмичењима остварила је на Афричком првенству на отвореном када је 2006. и 2008. заузела треће место и освојила бронзану медаљу.

## Лични рекорди
- 400 м — 53,81 (2005)
- 100 м препоне — 13,88 (1,3) (2008)
- 400 м препоне — 55,49 (2007)

Сва ти резултата су и национални рекорди Буркине Фасо, као и резултат националне штафете 4 × 400 м 3:50,49 (2007) чији је била члан.